# Olympische Winterspiele 1984/Teilnehmer (Schweiz)
Die Schweiz nahm an den Olympischen Winterspielen 1984 in Sarajevo mit einer Delegation von 42 Athleten teil.
Fahnenträger bei der Eröffnungsfeier war die Skifahrerin Erika Hess. Bei der Schlussfeier trug der Skifahrer Max Julen die Schweizer Fahne.

## Medaillen
|         | Gold | Silber | Bronze | Gesamt |
| ------- | ---- | ------ | ------ | ------ |
| Schweiz | 2    | 2      | 1      | 5      |

### Goldmedaillen
- Ski Alpin, Riesenslalom, Herren: Max Julen
- Ski Alpin, Abfahrt, Damen: Michela Figini

### Silbermedaillen
- Ski Alpin, Abfahrt, Herren: Peter Müller
- Ski Alpin, Abfahrt, Damen: Maria Walliser

### Bronzemedaillen
- Bob, 4er, Herren: Rico Freiermuth, Silvio Giobellina, Urs Salzmann, Heinz Stettler

## Teilnehmer nach Sportarten

### Biathlon
- Beat Meier
Herren, 10 km Sprint: 32. Platz
Herren, 20 km: 31. Platz

### Bob
Herren (2er)
- Hans Hiltebrand, Meinrad Müller
Zweierbob: 5. Platz
- Rico Freiermuth, Ralph Pichler
Zweierbob: 6. Platz

Herren (4er)
- Rico Freiermuth, Silvio Giobellina, Urs Salzmann, Heinz Stettler
Viererbob: Bronze
- Ekkehard Fasser, Hans Märchy, Kurt Poletti, Rolf Strittmatter
Viererbob: 4. Platz

### Eiskunstlauf
- Sandra Cariboni
Damen, Einzel: 11. Platz
- Myriam Oberwiler
Damen, Einzel: 14. Platz

### Eisschnelllauf
- Silvia Brunner
Damen, 500 m: 11. Platz
Damen, 1000 m: 11. Platz
Damen, 1500 m: 16. Platz

### Ski alpin
Herren
- Thomas Bürgler
Riesenslalom: 11. Platz
Slalom, 10. Platz
- Conradin Cathomen
Abfahrt: 14. Platz
- Joël Gaspoz
Riesenslalom: 10. Platz
Slalom: DNF
- Max Julen
Riesenslalom: Gold 
Slalom: DNF
- Peter Müller
Abfahrt: Silber
- Urs Räber
Abfahrt: 5. Platz
- Pirmin Zurbriggen
Abfahrt: 4. Platz
Riesenslalom: DNF
Slalom: DNF

Damen
- Ariane Ehrat
Abfahrt: 4. Platz
- Michela Figini
Abfahrt: Gold 
Riesenslalom: 12. Platz
- Erika Hess
Riesenslalom: 7. Platz
Slalom: 5. Platz
- Monika Hess
Riesenslalom: 15. Platz
Slalom: 11. Platz
- Brigitte Oertli
Abfahrt: 12. Platz
Slalom: DNF
- Maria Walliser
Abfahrt: Silber 
Riesenslalom: DNF

### Ski nordisch
Langlauf
- Joos Ambühl
4 × 10 km Staffel: 5. Platz
- Markus Fähndrich
15 km: 32. Platz
50 km: 25. Platz
- Monika Germann
5 km: 42. Platz
10 km: 38. Platz
20 km: 34. Platz
4 × 5 km Staffel: 6. Platz
- Christine Brügger
5 km: 35. Platz
10 km: 20. Platz
4 × 5 km Staffel: 6. Platz
- Andy Grünenfelder
15 km: 11. Platz
30 km: 19. Platz
50 km: 6. Platz
4 × 10 km Staffel: 5. Platz
- Giachem Guidon
15 km: 12. Platz
30 km: 20. Platz
50 km: 19. Platz
4 × 10 km Staffel: 5. Platz
- Konrad Hallenbarter
15 km: 28. Platz
30 km: 28. Platz
50 km: 9. Platz
4 × 10 km Staffel: 5. Platz
- Evi Kratzer
5 km klassisch: 9. Platz
10 km klassisch: 11. Platz
20 km Freistil: 8. Platz
4 × 5 km Staffel: 6. Platz
- Daniel Sandoz
30 km: 46. Platz
- Karin Thomas
5 km: 26. Platz
10 km: 23. Platz
20 km: 22. Platz
4 × 5 km Staffel: 6. Platz

Skispringen
- Christian Hauswirth
Normalschanze: 48. Platz
- Fabrice Piazzini
Normalschanze: 50. Platz
Grossschanze: 43. Platz
- Hansjörg Sumi
Normalschanze: 32. Platz
Grossschanze: 22. Platz

Nordische Kombination
- Walter Hurschler
Einzel: 26. Platz